# Виттихенау
Виттихенау или Ку́лов (нем. Wittichenau; в.-луж. Kulowо файле) — город в Германии, в земле Саксония. Подчинён административному округу Дрезден. Входит в состав района Баутцен.
Занимает площадь 62,24 км².
Официальный код — 14 2 92 600.

## География
Город расположен на равнине, богатой водными ресурсами и частично покрытой обширными густыми лесными массивами примерно в пяти километрах к югу от города Хойерсверда на берегу реки Шварце-Эльстер (серболужицкое наименование — Чорны-Гальштров, в.-луж. Čorny Halštrow). Через город протекают также реки Шварцвассер (иное наименование — Хойерсвардаэр-Шварцвассер нем. Hoyerswerdaer Schwarzwasser, серболужицкое наименование — Чорница, в.-луж. Čornica) и Клостервассер (серболужицкое наименование — Клоштерска-Вода, Тушина; в.-луж. Klóšterska woda, Tušina), которые здесь же впадают в Шварце-Эльстер. На востоке находится канал Вудра, построенный в 1937 году под руководством Имперской службой труда для защиты города от наводнений.
С востока в северную часть города входит автомобильная дорога S285, которая здесь же меняет свой номер на S95. Через центр города с юго-востока на запад проходит автомобильная дорога K9222.

## Административное деление
Город подразделяется на 12 городских районов. Кроме собственно Виттихенау, все остальные районы представляют собой близлежащие сельские населённые пункты:
- Бришко (Brěžki)
- Виттихенау
- Дубринг (Dubrjenk)
- Залау (Salow)
- Золльшвиц (Sulšecy)
- Койла (Kulowc)
- Коттен (Koćina)
- Маукендорф (Mučow)
- Нойдорф-Клёстерлих (Nowa Wjes)
- Рахлау (Rachlow)
- Шпола (Spale)
- Хоске (Hózk)

## История
Впервые упоминается в 1248 году под наименованием «Witegenowe». ПВ средние века город принадлежал женскому монастырю  Мариенштерн. После Венского конгресса в 1815 году город вошёл в состав Прусского королевства, где находился в административном округе Лигниц до 8 апреля 1945 года, когда была передан в новый район Хойерсверда земли Саксония. С 1996 по август 2008 года Виттихеннау находился в районе Каменц. 1 августа 2008 года Виттхенау был передан в район Баутцен.
В 1429 году Виттихенау был разграблен и частично сожжён гуситским войском.
Исторические немецкие наименования:
- Witegenowe, 1248
- Witiginowe, 1264
- Witegenhaw, 1286
- Witchenaw, 1374
- Witgenaw, 1495
- Wittichenaw, 1569
- Wittichenau, 1658

## Население
На 31 декабря 2019 года в городе проживало 5729 человек.
Входит в состав культурно-территориальной автономии «Лужицкая поселенческая область», на территории которой действуют законодательные акты земель Саксонии и Бранденбурга, содействующие сохранению лужицких языков и культуры лужичан.
Официальным языком в населённом пункте, помимо немецкого, является лужицкий.
Согласно статистическому сочинению «Dodawki k statisticy a etnografiji łužickich Serbow» Арношта Муки в 1884 году в Виттихенау проживало около 2500 жителей (из них — около 1250 лужичан (50 %)).
Лужицкий демограф Арношт Черник в своём сочинении «Die Entwicklung der sorbischen Bevölkerung» указывает, что в 1956 году при общей численности в 3439 жителей серболужицкое население деревни составляло 32,4 % (из них 570 взрослых владели активно верхнелужицким языком, 176 взрослых — пассивно; 368 несовершеннолетних свободно владели языком).
| 1825 | 1871 | 1885 | 1905 | 1925 | 1939 | 1946 | 1950 | 1964 | 1990 | 2000 | 2011 | 2016 |
| ---- | ---- | ---- | ---- | ---- | ---- | ---- | ---- | ---- | ---- | ---- | ---- | ---- |
| 1989 | 2194 | 2184 | 2087 | 2537 | 3180 | 3362 | 3513 | 3491 | 3410 | 6297 | 5879 | 5729 |

## Известные жители и уроженцы
- Погода, Ульрих (род. 1954) — лужицкий композитор.